# Мишкино (Ленинградская область)
Ми́шкино — деревня в Красноборском городском поселении Тосненского района Ленинградской области.

## История
В 1753 году деревня принадлежала советнику Собственной Его Императорского Величества канцелярии Гавриилу Григорьевичу Замятину. На карте Санкт-Петербургской губернии Я. Ф. Шмидта 1770 года она обозначена как деревня Мишкина. В тот момент она принадлежала дочери Замятина Татьяне Гавриловне.
В 1816 году, вероятно, из-за долгов помещиков они деревня (вместе с несуществующими ныне деревнями Козлово и Калли, или Чернышёво) была отдана в распоряжение ведомства сиротского призрения с тем, чтобы выручить за них 10 000 рублей. В том же году деревни были выкуплены Михаилом Михайловичем Кусовниковым, а к 1820 году проданы им отставному действительному статскому советнику Николаю Алексеевичу Астафьеву (Остафьеву).
На карте Санкт-Петербургской губернии Ф. Ф. Шуберта 1834 года она обозначена как деревня Мышкина.

МЫШКИНА — деревня принадлежит Остафьевой, чиновнице 4 класса, число жителей по ревизии: 33 м. п., 26 ж. п. (1838 год)

На карте профессора С. С. Куторги 1852 года деревня не отмечена.

МИШКИНО — деревня госпожи Остафьевой, по просёлочной дороге, число дворов — 10, число душ — 32 м. п. (1856 год)

Согласно «Топографической карте частей Санкт-Петербургской и Выборгской губерний» 1860 года деревня Мишкина насчитывала 9 дворов.

МИШКИНО — деревня владельческая при плитных очистях, число дворов — 9, число жителей: 31 м. п., 27 ж. п. (1862 год)

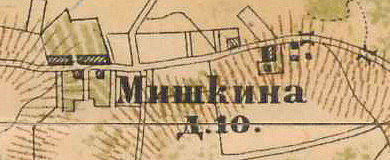
План деревни Мишкино. 1885 год

В 1885 году деревня Мишкина насчитывала 10 дворов.
Согласно материалам по статистике народного хозяйства Царскосельского уезда 1888 года мыза Мишкино площадью 29 десятин принадлежала купцу Р. И. Бармину, мыза была приобретена до 1868 года.
В конце XIX — начале XX века деревня административно относилась к Ижорской волости 1-го стана Царскосельского уезда Санкт-Петербургской губернии.
По данным «Памятной книжки Санкт-Петербургской губернии» за 1905 год деревня называлась Мишкино.
К 1913 году количество дворов в деревне Мишкино увеличилось до 20.
С 1917 по 1922 год деревня Мишкино входила в состав Мишкинского сельсовета Ижорской волости Детскосельского уезда.
С 1922 года в составе Степановского сельсовета.
С 1923 года в составе Ульяновской волости Троцкого уезда.
Согласно данным переписи населения СССР 1926 года в деревне Мишкино Перевозского сельсовета проживали 207 человек — все русские.
С 1924 года вновь в составе Мишкинского сельсовета.
С февраля 1927 года в составе Октябрьской волости Ленинградского уезда. С августа 1927 года в составе Колпинского района Ленинградской области.
С 1930 года в составе Тосненского района.
По данным 1933 года деревня Мишкино являлась административным центром Мишкинского сельсовета Тосненского района, в который входили 7 населённых пунктов: деревни Мишкино, Паркузи, Перевоз, Песчанка, Степановка, Феклистово, Чернышёво, общей численностью 1722 человека.

План деревни Мишкино. 1941 год

Согласно топографической карте РККА 1941 года деревня насчитывала 36 дворов. В деревне находились сельсовет и школа.
С 1 сентября 1941 года по 31 декабря 1943 года деревня находилась в оккупации.
С 1945 года в составе Красноборского поссовета.
С 1 февраля 1963 года Красноборский поселковый совет подчинён Тосненскому горсовету.
По данным 1966, 1973 и 1990 годов деревня Мишкино также входила в состав Красноборского поссовета.
В 1997 году в деревне Мишкино Красноборского городского поселения проживали 14 человек, в 2002 году — 25 человек (все русские), в 2007 году — 5.

## География
Деревня расположена в северо-западной части района, к северо-востоку от административного центра поселения посёлка Красный Бор на автодороге 41К-173 (Ям-Ижора — Никольское) «Никольское шоссе».
Расстояние до административного центра поселения — 5 км.
На территории деревни располагается садоводческий массив «Мишкино-Поркузи».

## Демография
| 1862 | 2007 | 2010 | 2017 |
| ---- | ---- | ---- | ---- |
| 58   | ↘22  | ↗30  | ↗39  |